# دیوید مک‌دونالد
دیوید مک‌دونالد (انگلیسی: David MacDonald؛ ۹ مهٔ ۱۹۰۴ – ۲۲ ژوئن ۱۹۸۳ میلادی در لندن) یک کارگردان، فیلم‌نامه‌نویس، و تهیه‌کننده اهل اسکاتلند بود. اولین فیلم مهم او برادران در ۱۹۴۷ میلادی بود.

## دیگر آثار
- کریستف کلمب ۱۹۴۹ میلادی